# Бунт
Бунт је телевизијска емисија у продукцији РТС-а, посвећена рок музици. 
Поред наступа музичара уживо, емисија прати развој музичких сцена и фестивала у региону.